# G因子 (計量心理学)
g因子（ジーいんし、英: g factor）（別名: 一般知能、一般知能因子）とは、心理測定による認知能力と人間の知能の研究で開発された構成概念である。g因子は、異なる認知課題間の正の相関をまとめた変数であり、ある個人のある種の認知課題におけるパフォーマンスが、その人の他の種類の認知課題におけるパフォーマンスと同等になる傾向があるという事実を反映している。g因子は通常、特定の認知テストにおける個人間のパフォーマンスの差異の40〜50%を説明し、多くのテストに基づく複合スコア（「IQスコア」）は、しばしば個人のg因子の位置づけの推定値とみなされる。IQ、一般知能、一般認知能力、一般精神能力、単に「知能」という用語は、認知テストに共通するこのコアを指すためによく同義的に使用される。しかし、g因子自体は、認知課題間に観察される相関の水準を示す数学的構成概念である。この構成概念の測定値は、使用される認知課題に依存し、観察された相関の根本的な原因についてはほとんど知られていない。
g因子の存在は、20世紀初頭に英国の心理学者チャールズ・スピアマンによって最初に提唱された。スピアマンは、一見無関係な学校の教科にわたって、子供たちのパフォーマンス評価が正の相関を示すことを観察し、これらの相関は、あらゆる種類の精神テストのパフォーマンスに影響を与える根底にある一般的な精神能力の影響を反映していると推論した。スピアマンは、すべての精神的パフォーマンスを、彼がgと名付けた単一の一般的能力因子と、多くの狭い課題特有の能力因子の観点から概念化できることを示唆した。スピアマンがgの存在を提唱してまもなく、ゴッドフリー・トムソンから反論された。トムソンは、g因子が存在しなくても、テスト結果間のそのような相互相関が生じる可能性があるという証拠を提示した。今日の知能の因子モデルは、通常、認知能力を3層の階層として表現する。階層の最下層には多くの狭い因子があり、中間層にはいくつかの広範で、より一般的な因子があり、頂点には、すべての認知課題に共通する分散を表す単一の因子、すなわちg因子がある。
伝統的に、gに関する研究は、因子分析的アプローチに特に重点を置いて、テストデータの心理測定学的調査に集中してきた。しかし、gの性質に関する実証研究は、実験的認知心理学と精神時間測定法、脳の解剖学と生理学、量的遺伝学と分子遺伝学、人類の知能の進化も引き合いに出してきた。科学者たちは、gを統計的規則性であり、議論の余地がないものと考えており、ほぼすべての人間文化から収集されたデータに一般的な認知因子が現れる。しかし、テスト間の正の相関の原因については合意がない。
行動遺伝学分野の研究は、gの構成概念が測定された集団において高い遺伝率を示すことを明らかにしてきた。gには、脳のサイズを含む他のいくつかの生物学的相関関係がある。gはまた、特に教育と雇用において、多くの社会的結果における個人差の重要な予測因子でもある。しかし、gの批判者は、gを強調することは的外れであり、他の重要な能力の価値を下げることになると主張してきた。スティーヴン・ジェイ・グールドは、gの概念が人間の知能の非現実的な物象化された見方を支持していると有名に非難した。

## 認知能力テスト
|            | 古典語 | フランス語 | 英語 | 数学 | 音程 | 音楽 |
| ---------- | ------ | ---------- | ---- | ---- | ---- | ---- |
| 古典語     | –      |            |      |      |      |      |
| フランス語 | .83    | –          |      |      |      |      |
| 英語       | .78    | .67        | –    |      |      |      |
| 数学       | .70    | .67        | .64  | –    |      |      |
| 音程弁別   | .66    | .65        | .54  | .45  | –    |      |
| 音楽       | .63    | .57        | .51  | .51  | .40  | –    |
| g          | .958   | .882       | .803 | .750 | .673 | .646 |

|     | V   | S   | I   | C   | PA  | BD  | A   | PC  | DSp | OA  | DS  |
| --- | --- | --- | --- | --- | --- | --- | --- | --- | --- | --- | --- |
| V   | –   |     |     |     |     |     |     |     |     |     |     |
| S   | .67 | -   |     |     |     |     |     |     |     |     |     |
| I   | .72 | .59 | -   |     |     |     |     |     |     |     |     |
| C   | .70 | .58 | .59 | -   |     |     |     |     |     |     |     |
| PA  | .51 | .53 | .50 | .42 | -   |     |     |     |     |     |     |
| BD  | .45 | .46 | .45 | .39 | .43 | -   |     |     |     |     |     |
| A   | .48 | .43 | .55 | .45 | .41 | .44 | –   |     |     |     |     |
| PC  | .49 | .52 | .52 | .46 | .48 | .45 | .30 | -   |     |     |     |
| DSp | .46 | .40 | .36 | .36 | .31 | .32 | .47 | .23 | -   |     |     |
| OA  | .32 | .40 | .32 | .29 | .36 | .58 | .33 | .41 | .14 | -   |     |
| DS  | .32 | .33 | .26 | .30 | .28 | .36 | .28 | .26 | .27 | .25 | -   |
| g   | .83 | .80 | .80 | .75 | .70 | .70 | .68 | .68 | .56 | .56 | .48 |

認知能力テストは、認知の異なる側面を測定するように設計されている。テストで評価される具体的な領域には、数学的スキル、言語の流暢さ、空間視覚化、記憶力などがある。しかし、あるタイプのテストで優れた成績を収める個人は、他の種類のテストでも優れた成績を収める傾向があり、一方である1つのテストで低成績を収める人は、テストの内容に関係なく、すべてのテストで低成績を収める傾向がある。イギリスの心理学者チャールズ・スピアマンは、この現象を最初に記述した。1904年に公表された有名な研究論文で、スピアマンは、一見無関係な学校の教科にわたる子供たちのパフォーマンス指標が正の相関を示すことを観察した。この発見は、それ以来、数多く再現されてきた。テストの内容に大きな違いがあるにもかかわらず、精神テストの結果が普遍的に正の相関行列を示すこと（「正の多様体」）は、「間違いなく、心理学全体で最も再現された結果」と表現されてきた。テスト間の相関がゼロまたは負の値を示すことは、研究対象のサンプルにおけるサンプリング誤差または能力範囲の制限の存在を示唆する。

精神テスト間の相関

因子分析または関連する統計手法を用いることで、テストバッテリーのすべての異なるテスト間の相関を特徴づける要約変数とみなすことができる単一の共通因子を特定することが可能である。スピアマンは、この共通因子を一般因子、または単にgと呼んだ。（慣例により、gは常に小文字のイタリック体で表記される。）数学的には、g因子は個人間の分散の源であり、これは、ある個人の精神能力が特定の程度までgまたは他の因子で構成されていると意味のある言い方ができないことを意味する。関連する集団内の他の個人と比較した場合の、ある個人のg（または他の因子）における位置づけについてのみ言及できる。
テストバッテリー内の異なるテストは、バッテリーのg因子と異なる程度で相関する（または「負荷する」）ことがある。これらの相関は、g負荷量として知られている。個々のテスト受験者のg因子スコアは、個人の総数におけるg因子上の相対的な位置づけを表すもので、g負荷量を用いて推定することができる。テストバッテリーからのフルスケールIQスコアは、通常、g因子スコアと高い相関を示し、しばしばgの推定値とみなされる。例えば、デイヴィッド・ウェクスラーのテストのg因子スコアとフルスケールIQスコアとの相関は、.95を超えることが示されている。IQ、一般知能、一般認知能力、一般精神能力、または単に知能という用語は、認知テストに共通するコアを指すためによく同義的に使用される。
精神テストのg負荷量は常に正の値を示し、通常.10から.90の範囲にあり、平均は約.60、標準偏差は約.15である。レーヴン漸進的マトリックスは、g負荷量が最も高いテストの1つで、約.80である。語彙と一般的な情報のテストも、通常、g負荷量が高いことが示されている。ただし、同じテストのg負荷量は、テストバッテリーの構成によってある程度異なる可能性がある。
テストの複雑さと、テストが精神操作に要求する負荷は、テストのg負荷量と関連している。例えば、順唱テストでは、1秒に1桁のペースで1回聞いた後、提示された順序で数列を繰り返すよう求められる。逆唱テストは、提示された順序とは逆の順序で数列を繰り返すよう求められること以外は同じである。逆唱テストは順唱テストよりも複雑であり、g負荷量が有意に高い。同様に、算数計算、スペリング、単語の読みのテストのg負荷量は、それぞれ算数の問題解決、文章作成、読解テストのg負荷量よりも低い。
テストの難易度とg負荷量は、特定の状況で経験的に関連する場合もあれば、関連しない場合もある別個の概念である。テスト受験者が不正解としたテスト項目の割合で示される難易度が同じテストでも、g負荷量は幅広い範囲で異なる可能性がある。例えば、機械的記憶のテストは、難易度は同じでも、推論を含む多くのテストよりもg負荷量が著しく低いことが示されている。

## 理論
gの存在が統計的規則性として確立されており、専門家の間で議論の余地がないものであるのに対し、正の相関の原因については合意がない。いくつかの説明が提案されている。

### 精神的エネルギーまたは効率
チャールズ・スピアマンは、テスト間の相関は、あらゆる種類の精神的課題のパフォーマンスに影響を与える一般的な精神能力という共通の因果的要因の影響を反映していると推論した。しかし、彼は、gの最良の指標は、演繹、帰納、問題解決、関係の把握、規則の推論、差異と類似性の発見などの能力を含む、彼が「関係と相関関係の導出」と呼んだものを反映したテストであると考えた。スピアマンは、gは「精神的エネルギー」と等価であると仮説を立てた。しかし、これはむしろ比喩的な説明であり、彼はこのエネルギーの物理的基盤については不可知論的であり、将来の研究がgの正確な生理学的性質を解明することを期待していた。
スピアマンに続き、アーサー・ジェンセンは、すべての精神的課題は、ある程度gに依存していると主張した。ジェンセンによれば、g因子は、異なるテストのスコアの合計や平均ではなく、そのような得点の「蒸留物」を表しており、因子分析は蒸留手順として機能する。彼は、非常に異なる精神的課題がほぼ等しいg負荷量を示す可能性があることを指摘し、gはテストの項目特性や情報内容の観点から記述することはできないと主張した。ウェクスラーも同様に、gは能力ではなく、むしろ脳のある一般的な特性であると主張した。ジェンセンは、gは精神能力に関連する神経過程の速度または効率における個人差に対応すると仮説を立てた。彼はまた、gと初歩的な認知課題との関連性を考慮すると、時間を測定単位として使用するgの比例尺度テストを構築することが可能であるはずだと示唆した。

### サンプリング理論
もともとエドワード・ソーンダイクとゴッドフリー・トムソンによって開発されたgのいわゆるサンプリング理論は、単一の基礎となる能力を参照することなく、正の多様体の存在を説明できると提案している。この理論によれば、相関のない多数の精神過程が存在し、すべてのテストはこれらの過程の異なるサンプルを利用している。テスト間の相互相関は、テストが測定する過程の重複によって引き起こされる。したがって、正の多様体は、より細かい、おそらく無相関の精神過程を測定できないという測定上の問題のために生じる。
スピアマンのgモデルとサンプリングモデルを統計的に区別することは不可能であることが示されている。両者ともに、テスト間の相互相関を説明することができる。サンプリング理論はまた、より複雑な精神的課題がより高いg負荷量を示すという観察とも一致する。より複雑な課題は、より多くの神経要素のサンプリングを含み、したがって他の課題と共通するものがより多くなると予想されるためである。
一部の研究者は、サンプリングモデルがgを心理学的概念として無効にすると主張してきた。このモデルは、異なるテストバッテリーから導出されたg因子が、すべてのテストに共通するgではなく、各バッテリーに含まれる特定のテストの共有要素を単に反映していることを示唆しているためである。同様に、異なるバッテリー間の高い相関は、同じ能力ではなく、同じ能力のセットを測定していることが原因である可能性がある。
批判者は、サンプリング理論が特定の経験的発見と矛盾していると主張してきた。サンプリング理論に基づけば、関連する認知テストは多くの要素を共有しているため、高い相関を示すと予想される。しかし、順唱と逆唱のような密接に関連したテストでも、相関はわずかであり、一方で語彙テストとレーヴン・マトリックスのような一見まったく異なるテストは、一貫して高い相関を示す。もう1つの問題となる発見は、脳損傷が、サンプリング理論に基づいて予想される一般的な障害ではなく、特定の認知障害につながることが多いということである。

### 相利共生
gの「相利共生」モデルは、認知過程は当初は無相関であるが、発達の過程で認知過程間の相互に有益な関係のために正の多様体が生じると提案している。したがって、テスト間の正の相関の基礎となる単一の過程や能力は存在しない。この理論によれば、発達の過程で、特に効率的な1つの過程が他の過程に利益をもたらし、その結果、過程は互いに相関するようになる。したがって、異なる人の同様に高いIQは、彼らが初期に持っていたまったく異なる利点に由来する可能性がある。批判者は、下位検査のg負荷量と遺伝率係数の間に観察される相関は、相利共生理論にとって問題であると主張してきた。

## 認知能力の因子構造

スピアマンの2因子知能理論の図解。小さな楕円はそれぞれ仮想の精神テストを表す。青い領域はテスト固有の分散（s）に対応し、紫の領域はgに帰属する分散を表す。

因子分析は、知能テスト間の相関を、因子として知られるより少数の変数で表現するために使用できる数学的手法の一群である。その目的は、相関行列のパターンを説明するために仮説的な基礎となる因子を使用して、相関行列を単純化することである。IQの場合のように、行列のすべての相関が正の値を示す場合、因子分析はすべてのテストに共通する一般因子を生成する。IQテストの一般因子は、g因子と呼ばれ、通常、IQテストバッテリーの分散の40〜50%を説明する。多くの極めて多様な認知テストの間に相関が存在することは、しばしばgの存在の証拠とみなされてきたが、マクファーランド（2012）は、そのような相関は、gの存在よりも知能の複数の因子の存在を支持する証拠にはならないことを示した。
チャールズ・スピアマンは、テスト間の相関を研究するために因子分析を開発した。当初、彼は、すべての知能テストのスコアの変動が、2種類の変数のみによって説明される知能モデルを開発した。第1に、各テストに固有の因子（sと表記）、第2に、テスト間の正の相関を説明するg因子である。これは、スピアマンの2因子理論として知られている。スピアマンが使用したものよりも多様なテストバッテリーに基づく後の研究は、gだけではテスト間のすべての相関を説明できないことを実証した。具体的には、gを統制した後でも、一部のテストは互いに相関していることが判明した。このことから、類似した課題要求（例えば、言語的、空間的、または数的）を持つテストのグループが、共有するg分散に加えて共通して持つ分散を表す「群因子」の仮定につながった。

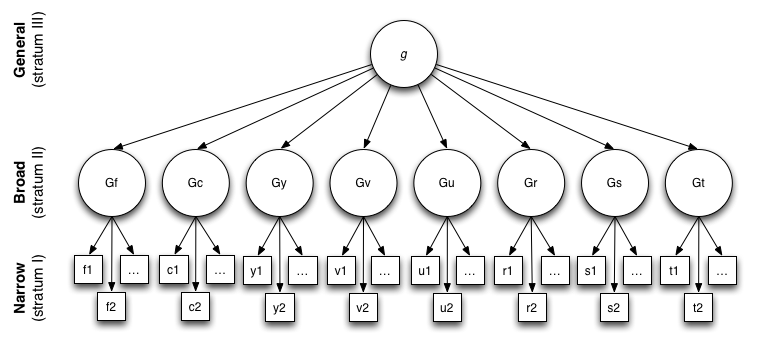
ジョン・B・キャロルの3層理論の図解。認知能力の影響力のある現代のモデル。このモデルが認識する広範な能力は、流動性知能（Gf）、結晶性知能（Gc）、一般的記憶と学習（Gy）、広範な視知覚（Gv）、広範な聴知覚（Gu）、広範な検索能力（Gr）、広範な認知的速度（Gs）、処理速度（Gt）である。キャロルは、広範な能力をgの異なる「風味」とみなした。

因子回転によって、原理的には、認知テスト間の相互相関を説明する能力において数学的に等価な、無限の数の異なる因子解を生成することが可能である。これには、g因子を含まない解も含まれる。したがって、因子分析だけでは、知能の基礎となる構造が何であるかを確立することはできない。異なる因子解の間で選択する際、研究者は、因子分析の結果を認知能力の構造に関する他の情報と併せて検討する必要がある。
g因子を含む因子解を好む心理学的に関連する理由は多数ある。これには、正の多様体の存在、特定の種類のテスト（一般的にはより複雑なもの）が一貫してより大きなg負荷量を示すという事実、異なるテストバッテリー間でのg因子のかなりの不変性、g因子を生成しないテストバッテリーを構築することの不可能性、個人の成果の予測因子としてのgの広範な実用的妥当性などがある。g因子は、群因子とともに、平均して、個人内の能力の差よりも個人間の全体的な能力の差の方が大きいという経験的に確立された事実を最もよく表しており、gなしの直交因子による因子解はこの事実を不明瞭にする。さらに、gは知能の最も遺伝性の高い成分であると思われる。確認的因子分析の手法を利用した研究もまた、gの存在を支持している。
g因子は、探索的因子分析、主成分分析（PCA）、確認的因子分析など、いくつかの異なる方法を使用して、テスト結果の相関行列から計算することができる。異なる因子抽出法は非常に一貫した結果を生成するが、PCAは時々、テストスコアに対するgの影響の推定値を膨らませることが示されている。
人々の間の認知的分散は、一般性の度合いによって区別される3つの階層レベルで概念化できるという幅広い現代的合意がある。最も低く、最も一般的でないレベルには、多数の狭い第1階因子がある。より高いレベルには、比較的少数（5〜10の間）の広範な（すなわち、より一般的な）第2階因子（または群因子）がある。そして頂点には、すべてのテストに共通する単一の第3階因子、すなわちg因子がある。g因子は通常、IQテストバッテリーの総共通因子分散の大部分を占める。知能の現代的な階層モデルには、3層理論とカテル-ホーン-キャロル理論がある。

## 指標の無差別性
スピアマンは、「指標の無差別性」の原理を提唱した。これによれば、gはあらゆる種類のテストのパフォーマンスに影響を与えるため、gを特定する目的では知能検査の正確な内容は重要ではない。したがって、どのテストもgの指標として使用できる。スピアマンに続き、アーサー・ジェンセンは最近、あるテストバッテリーから抽出されたg因子は、バッテリーが大規模で多様であれば、測定誤差の範囲内で、別のバッテリーから抽出されたものと常に同じになると主張した。この見解によれば、どんなに特異的であっても、すべての精神テストはある程度gに依存している。したがって、多数の異なるテストの合成スコアは、個々のテストスコアよりもgに強く負荷する。gの成分は合成スコアに蓄積される一方で、相関のない非gの成分は互いに打ち消し合うためである。理論的には、無限に大きく多様なテストバッテリーの合成スコアは、gの完全な尺度になるだろう。
対照的に、L・L・サーストンは、テストバッテリーから抽出されたg因子は、そのバッテリーが必要とするすべての能力の平均を反映しており、したがってgはバッテリーごとに異なり、「基本的な心理学的意義を持たない」と主張した。同様の考え方で、ジョン・ホーンは、g因子はテストバッテリー間で不変ではないため、意味がないと主張し、異なる能力尺度間の相関は、1つの能力にのみ依存する人間の行動を定義することが難しいために生じると主張した。
異なるバッテリーが同じgを反映していることを示すには、同じ個人に複数のテストバッテリーを実施し、各バッテリーからg因子を抽出し、その因子が高度に相関していることを示す必要がある。これは、確認的因子分析の枠組みの中で行うことができる。ウェンディ・ジョンソンらは、そのような研究を2つ発表している。最初の研究では、3つの異なるバッテリーから抽出されたg因子間の相関が.99、.99、1.00であり、異なるバッテリーからのg因子が同じであり、gの同定が評価される特定の能力に依存しないという仮説を支持していた。2番目の研究では、5つのテストバッテリーのうち4つから導出されたg因子が.95〜1.00の間で相関していたのに対し、5番目のバッテリーであるカテル文化フェア知能検査（CFIT）では相関が.79〜.96の範囲であった。彼らは、CFITバッテリーとのやや低い相関を、マトリックス型の項目しか含まれていないため内容の多様性に欠けることに帰し、バッテリーが十分に多様であれば、異なるテストバッテリーから導出されたg因子は同じであるという主張を支持していると解釈した。結果は、異なるテストバッテリーから同じgを一貫して特定できることを示唆している。この手法は、『インテリジェンスの理解と測定のハンドブック』で心理学者のラザール・スタンコフに批判され、「異なるテストバッテリーのg因子間の相関は1ではない」と結論づけられた。
スコット・バリー・カウフマンらによる研究は、ウッドコック-ジョンソン認知能力検査から抽出された一般因子と、達成度テストバッテリーから抽出された一般因子が高度に相関しているが、同型ではないことを示した。

## 母集団分布
gは比例尺度で測定できないため、gの母集団分布の形は不明である。（典型的なIQテストのスコアの分布はおおよそ正規分布だが、これは生のスコアを正規化することで達成されている）それにもかかわらず、少なくとも平均から±2標準偏差の範囲内では、gが一般集団で正規分布していると仮定する十分な理由があると論じられている。特に、gは多くの独立した遺伝的および環境的影響の相加的効果を反映する複合変数と考えることができ、そのような変数は中心極限定理によれば正規分布に従うはずである。

## スピアマンの収益逓減の法則
多くの研究者が、gによって説明される変動の割合は、集団内のすべての部分集団で一様ではない可能性があることを示唆してきた。スピアマンの収益逓減の法則（SLODR）は、認知能力分化仮説とも呼ばれ、異なる認知能力間の正の相関は、より知的な部分集団の個人の間で弱いことを予測する。より具体的には、SLODRは、gのスコアが高いほど、g因子が認知テストのスコアの個人差のより小さな割合を説明することを予測する。
SLODRは、もともとチャールズ・スピアマンによって提唱された。スピアマンは、12の認知能力テストの平均相関が、78人の正常児では.466、22人の「欠陥児」では.782であったことを報告した。デターマンとダニエルは、1989年にこの現象を再発見した。彼らは、WAISとWISCの両方の下位検査について、下位検査間の相関は能力群と単調に減少し、IQが78未満の個人では平均相関が約.7から、IQが122を超える個人では.4の範囲であったことを報告した。
SLODRは、幅広い認知テストを使用して測定された、さまざまな子供と大人のサンプルで再現されてきた。最も一般的なアプローチは、個人を一般的知的能力の観測可能な代理指標を使用して複数の能力グループに分割し、次に、異なるグループ間の下位検査の平均的な相互関係を比較するか、異なるグループの単一の共通因子によって説明される変動の割合を比較することであった。しかし、ディアリーら（1996）とタッカー・ドロブ（2009）が指摘したように、知能の連続的な分布を任意の数の離散的な能力グループに分割することは、SLODRを調べるには理想的ではない。タッカー・ドロブ（2009）は、SLODRに関する文献と、それが以前にテストされたさまざまな方法を広範にレビューし、SLODRは因子とその指標の関係が非線形であることを可能にする共通因子モデルを適合させることによって最も適切に捉えることができると提案した。彼はそのような因子モデルを、米国の子供と大人の全国的に代表的なデータに適用し、SLODRの一貫した証拠を見出した。例えば、タッカー・ドロブ（2009）は、一般因子がIQが非常に低い大人の7つの異なる認知能力の変動の約75%を説明したが、IQが非常に高い大人の能力の変動の約30%しか説明しなかったことを発見した。
ブルムとホリングによる最近のメタ分析研究も、分化仮説を支持した。このテーマに関するほとんどの研究とは対照的に、この研究では、能力と年齢の変数をg飽和の連続的な予測因子として研究することが可能であり、単に低スキルと高スキル、または若年者と高齢者のグループを比較するだけではなかった。結果は、認知能力テストの平均相関とg負荷量は能力の増加とともに減少するが、回答者の年齢とともに増加することを示している。チャールズ・スピアマンが記述したSLODRは、IQの関数としてのg飽和の減少と、中年期から老年期へのg飽和の増加によって確認された。具体的には、平均知能が2標準偏差（すなわち、30 IQポイント）高いサンプルでは、期待される平均相関は約.15ポイント減少する。残された問題は、この大きさの差が、低能力サンプルではなく高能力サンプルの認知データを因子分析した場合に、より大きな明らかな因子の複雑さをもたらす可能性があるかどうかである。高能力の場合の方が、より大きな因子次元が観察される傾向があるように思われるが、この効果の大きさ（すなわち、どの程度の可能性が高く、どの程度の因子が多いか）は不確かである。

## 実践的妥当性
gの教育的、経済的、社会的成果の予測因子としての実践的妥当性の範囲は、現在も議論の対象となっている。一部の研究者は、gは他のどの既知の心理学的変数よりも広範囲で普遍的であると主張している。また、測定される課題の複雑さが増すほど、gの妥当性が高まると主張している。一方、特定の現実世界の状況に適合した分析では、特定の能力のテストがg因子よりも優れていると主張する研究者もいる。
テストの実践的妥当性は、大学の成績平均点や職務遂行評価など、テスト以外の基準に対するパフォーマンスとの相関によって測定される。テストのスコアと基準の尺度との相関を妥当性係数という。妥当性係数を解釈する1つの方法は、それを2乗して、テストによって説明される分散を得ることである。例えば、妥当性係数が.30の場合、説明される分散は9%に相当する。しかし、このアプローチは誤解を招き、情報量が少ないとして批判されており、いくつかの代替案が提案されている。議論の余地はあるが、より解釈しやすいアプローチの1つは、合意された成功の基準を満たしている各テストスコアの五分位数のテスト受験者の割合を見ることである。例えば、テストスコアとパフォーマンスの相関が.30の場合、上位五分位数の67%が平均以上のパフォーマンスを示すのに対し、下位五分位数では33%であることが予想される。

### 学業成績
gの予測的妥当性は、学業成績の領域で最も顕著である。これは、gが新しい教材を学習し、概念や意味を理解する能力と密接に関連しているためと思われる。
小学校では、IQと成績および達成度スコアの相関は.60から.70の間である。より高度な教育レベルでは、IQ分布の下位の生徒がより多く中退するため、IQの範囲が制限され、妥当性係数が低くなる。高校、大学、大学院では、妥当性係数はそれぞれ.50〜.60、.40〜.50、.30〜.40である。IQスコアのg負荷量は高いが、学業成績を予測する上でのIQの妥当性の一部は、gとは無関係にIQによって測定される因子に帰属される可能性がある。ロバート・L・ソーンダイクによる研究によると、学業成績の予測可能な分散の80〜90%はgによるものであり、残りはIQおよび他のテストで測定される非g因子によるものである。
達成度テストのスコアは、学校の成績よりもIQとの相関が高い。これは、成績が教師の生徒に対する特異な認識の影響を受けやすいためと考えられる。イギリスの縦断的研究では、11歳時に測定されたgスコアは、16歳時に受けた全国GCSE試験の25の科目テストすべてと相関していた。相関の範囲は、数学のテストで.77から美術のテストで.42までであった。gとGCSEテストから算出された一般的な教育因子との相関は.81であった。
研究によると、大学入学に広く使用されているSATは、主にgを測定するものである。IQテストバッテリーから算出されたgスコアとSATスコアの間には.82の相関が見出されている。米国の41大学の165,000人の学生を対象とした研究では、SATスコアの範囲制限を修正した後、SATスコアと大学1年目の成績平均点との相関が.47であることが判明した（すべての学生が同じ科目を受講した場合、つまり授業の難易度が一定の場合、相関は.55に上昇する）。

### 職業の達成
一般の人々が評価した職業の威信ランキングと、各職業に就いている人々の平均一般知能スコアの間には、.90〜.95の高い相関がある。個々の従業員のレベルでは、職業の威信とgの関連性は低く、米国の大規模な研究では.65の相関（真の相関への修正で.72）が報告されている。したがって、知覚される職業の威信が高くなるほど、gの平均レベルが上昇する。また、一般知能スコアのばらつきは、下位の職業よりも威信の高い職業の方が小さいことが判明しており、高位の職業には最低限のgの要件があることが示唆されている。

### 職務遂行能力
研究によると、gのテストは、監督者の評価や職務サンプルに基づく複数のメタ分析にわたって平均妥当性係数が.55であり、職務遂行能力の最良の単一の予測因子である。職務訓練におけるパフォーマンスの平均メタ分析的妥当性係数は.63である。最も複雑な職務（専門職、科学職、上級管理職）におけるgの妥当性は、最も複雑でない職務よりも高いことが判明しているが、gは最も単純な職務でも予測的妥当性を持っている。研究はまた、各職務に合わせた特定の適性検査は、一般知能検査に比べて予測的妥当性の向上をほとんどもたらさないことを示している。gは主に職務関連の知識の習得を促進することで職務遂行能力に影響を与えると考えられている。gの予測的妥当性は職務経験よりも大きく、職務経験を積んでもgの妥当性は低下しない。
2011年のメタ分析では、研究者らは、一般認知能力（GCA）が、パーソナリティ（ビッグファイブ）や感情知性の3つの流れよりも職務遂行能力をよく予測することを発見した。彼らは、これらの構成概念の職務遂行能力の予測における相対的重要性を調べ、認知能力が職務遂行能力の分散のほとんどを説明していることを発見した。他の研究では、GCAと感情知性は、職務遂行能力に対して線形的に独立し、補完的に寄与することが示唆されている。コーテとマイナーズ（2015）は、これらの構成概念が職務遂行能力の2つの側面、すなわち組織市民行動（OCB）と課業遂行との関係を評価する際に相互に関連していることを発見した。感情知性は、GCAが低い場合に課業遂行とOCBのより良い予測因子となり、その逆もまた同様である。例えば、GCAが低い従業員は、感情知性が高ければ、課業遂行とOCBを補償する。
これらの補償効果は感情知性に有利に働くが、GCAは依然として職務遂行能力の最良の予測因子である。いくつかの研究者が、さまざまな職種におけるGCAと職務遂行能力の相関を調べている。例えば、ギセリ（1973）は、営業職の方が販売員よりも高い相関を示すことを発見した。前者はGCAで0.61、知覚能力で0.40、精神運動能力で0.29の相関を得たのに対し、販売員はGCAで0.27、知覚能力で0.22、精神運動能力で0.17の相関を得た。他の研究では、複雑さの異なる職種間のGCA-職務遂行能力の相関を比較した。ハンターとハンター（1984）は400以上の研究でメタ分析を行い、この相関は複雑度の高い職種（0.57）で高く、次いで中程度の複雑度の職種（0.51）、低い複雑度の職種（0.38）の順であることを発見した。
職務遂行能力は、客観的な評価パフォーマンスと主観的な評価によって測定される。前者の方が主観的評価よりも優れているが、職務遂行能力とGCAに関するほとんどの研究は、上司のパフォーマンス評価に基づいている。この評価基準は、良いパフォーマンスと悪いパフォーマンスを定義することが難しいため、問題があり、信頼性に欠けると考えられている。上司の評価は主観的になりがちで、従業員間で一貫性がない。さらに、上司による職務遂行能力の評価は、ハロー効果、肉体的魅力、人種やエスニシティのバイアス、従業員の身長など、さまざまな要因の影響を受ける。しかし、ヴィンチュール、シップマン、スウィッツァー、ロス（1998）は、営業員を対象とした研究で、客観的な販売実績とGCAの相関が0.04であったのに対し、上司のパフォーマンス評価は0.40の相関を得たことを発見した。これらの従業員を評価する主な基準は客観的な販売実績であると考えられるため、これらの結果は驚くべきものであった。
職務遂行能力とGCAの関連性を理解する上で、いくつかの研究者は、GCAが職務知識の習得に影響を与え、それが職務遂行能力を向上させると結論づけている。言い換えれば、GCAの高い人は、より速く学習し、より容易に職務知識を習得することができ、それによってより優れたパフォーマンスを発揮することができる。逆に、職務知識を習得する能力の欠如は、職務遂行能力に直接影響を与える。これは、GCAのレベルが低いためである。また、GCAは職務遂行能力に直接影響を与える。日常的に、従業員は常に課題や問題解決のタスクにさらされており、その成否はもっぱら彼らのGCAにかかっている。これらの発見は、労働者の権利を保護する責任を負う政府機関にとって、がっかりするものである。職務遂行能力に対するGCAの高い相関関係のため、企業はGCAテストのスコアに基づいて従業員を採用している。必然的に、この慣行はGCAの低い多くの人々に仕事の機会を与えていない。これまでの研究者は、人種/民族グループ間でGCAに有意な差があることを発見している。例えば、GCAテストで白人アメリカ人よりもはるかに低いスコアを示したアフリカ系アメリカ人に対して、研究にバイアスがかかっていたかどうかについて議論がある。しかし、GCAと職務遂行能力の相関に関する知見は慎重に受け止める必要がある。一部の研究者は、職務遂行能力の測定値とGCAテストのスコアに関連する統計的アーティファクトの存在を警告している。例えば、ヴィスヴィズヴァラン、オーンズ、シュミット（1996）は、方法論上の誤りを犯さずに職務遂行能力の完全な測定値を得ることはほとんど不可能であると主張した。さらに、GCAと職務遂行能力に関する研究は、採用されなかった人々を無視して、主に現在の従業員からデータが収集されるため、常に範囲制限の影響を受けやすい。したがって、サンプルはGCAの測定を含む採用プロセスに合格した従業員から来ている。

### 収入
IQスコアで測定されるgと収入の相関は、研究全体で平均約.40である。相関は教育レベルが高いほど高く、年齢とともに増加し、人々が中年で最高のキャリアポテンシャルに達したときに安定する。教育、職業、社会経済的背景を一定に保っても、相関は消えない。

### その他の相関
g因子は、多くの社会的成果に反映される。学校中退、慢性的な福祉依存、事故傾向、犯罪などの多くの社会的行動問題は、出身の社会階層とは無関係に、gと負の相関がある。健康および死亡率の成果もgと関連しており、幼少期のテストスコアが高いほど、成人期の健康および死亡率の成果が良好であると予測される（認知疫学を参照）。
2004年、心理学者のサトシ・カナザワは、gが領域特異的で種に典型的な、情報処理の心理学的適応であると主張した。また、2010年にカナザワは、gは進化的に馴染みのある問題ではなく、進化的に馴染みのない問題のパフォーマンスとのみ相関すると主張し、「サバンナ-IQ相互作用仮説」と名付けたものを提唱した。2006年、Psychological Reviewは、心理学者のデニー・ボースボームとコナー・ドランによるカナザワの2004年の論文のレビューコメントを掲載した。そこでは、カナザワのgの概念は経験的に裏付けられておらず、純粋に仮説的なものであり、gの進化論的説明では、gを個人差の源として扱わなければならないと論じられた。また、カナザワの2010年の論文に対して、心理学者のスコット・バリー・カウフマン、コリン・G・デヤング、ディアドリ・リース、ジェレミー・R・グレイは、2011年にIntelligence誌に、進化心理学者のレダ・コスミデスとジョン・トゥービーがThe Adapted Mindで提案した社会関係の文脈で、112人の被験者にウェイソン選択課題（ロジックパズル）の70項目のコンピュータ版を受けさせた研究を発表した。その結果、「恣意的でない進化的に馴染みのある問題のパフォーマンスは、恣意的で進化的に新奇な問題のパフォーマンスよりも一般知能と強く関連している」ことがわかった。

## 遺伝的および環境的決定要因
遺伝率とは、集団における形質の表現型分散のうち、遺伝的要因に帰することができる割合のことである。gの遺伝率は、双生児、養子、その他の家族研究デザインや分子遺伝学的方法を用いて、40〜80％の間であると推定されている。証拠の全体に基づく推定値では、gの遺伝率は約50％である。これは年齢とともに直線的に増加することが判明している。例えば、4カ国の11,000組以上の双生児を対象とした大規模研究では、gの遺伝率は9歳で41％、12歳で55％、17歳で66％であることが報告されている。他の研究では、成人期の遺伝率は最大80％であるが、老年期には低下する可能性があると推定されている。gの遺伝率に関する研究のほとんどは、米国と西ヨーロッパで行われてきたが、ロシア（モスクワ）、旧東ドイツ、日本、インドの農村部での研究でも、西洋の研究と同様の遺伝率の推定値が得られている。
一般的な遺伝率と同様に、gの遺伝率は、特定の場所と時間における特定の集団に関して理解することができ、ある集団に関する知見は、異なる環境要因にさらされている別の集団には当てはまらない。強力な環境要因にさらされている集団は、弱い環境要因にしかさらされていない集団に比べて、遺伝率が低くなると予想される。例えば、ある双生児研究では、裕福な家庭ではIQスコアの分散がほぼ完全に遺伝子型の違いで説明されるのに対し、貧困家庭のIQスコアの差の説明にはほとんど寄与していないことがわかった。特に、遺伝率の知見は集団内の総変動にのみ言及し、集団間の差異に対する遺伝的説明を支持するものではない。理論的には、各集団内の分散が100％遺伝的であっても、2つの集団の平均gの差は100％環境要因によるものである可能性がある。
行動遺伝学の研究はまた、gに対する共有（または家族間）環境の効果は幼少期には強いが、その後低下し、成人期にはほとんどないことを確認している。このことは、gの発達に重要な環境効果は、同じ家族のメンバー間で共有されるのではなく、特異的であることを示している。
遺伝相関は、同じ遺伝的効果が2つの異なる形質にどの程度影響を与えるかを示す統計量である。2つの形質間の遺伝相関がゼロであれば、それらに対する遺伝的効果は独立しているのに対し、相関が1.0であれば、同じ遺伝子セットが両方の形質の遺伝率を説明していることを意味する（各形質の遺伝率の高低に関係なく）。特定の精神能力（言語能力や空間能力など）間の遺伝相関は、一貫して非常に高く、1.0に近いことが判明している。このことは、認知能力の遺伝的変動は、ほぼ完全にgが何であれその遺伝的変動によるものであることを示している。また、認知能力に共通するものは主に遺伝子によって引き起こされ、能力間の独立性は主に環境的効果によるものであることを示唆している。したがって、知能の遺伝子が同定されたとき、それらは多くの異なる認知能力に影響を与える「一般主義遺伝子」になるだろうと論じられている。
多くの研究は、gが多くの一般的な遺伝的バリアントに影響を受ける、高度にポリジェニックな形質であることを示している。各バリアントの影響は小さい。もう1つの可能性は、gの遺伝的差が、個人間で稀な有害な突然変異の"負荷"が異なることによるものであり、突然変異-選択バランスにより個人間の遺伝的変動が持続しているということである。
多数の候補遺伝子が知能の差と関連していると報告されているが、効果量は小さく、ほとんどの知見は再現されていない。正常範囲の知能に結論的に関連付けられた個々の遺伝的バリアントはこれまでのところない。多くの研究者は、gに関連する個々の遺伝的多型を確実に検出するには、非常に大規模なサンプルが必要になると考えている。しかし、正常範囲のgの変動に影響を与える遺伝子を見つけるのは難しいことが判明しているが、症状の中に知的障害を含む多くの単一遺伝子疾患が発見されている。
精神テストのg負荷量は遺伝率と相関することが示唆されているが、この問題に関する経験的データと統計的方法論の両方が活発な論争の的となっている。いくつかの研究では、g負荷量が大きいテストほど、近交弱勢によるテストスコアの低下の影響を受けやすいことが示唆されている。また、g負荷量の大きいテストは、テストスコアに対するより大きな正の雑種強勢効果と関連していることを示す証拠もあり、gに対する顕性の遺伝的優性効果の存在を示唆していると考えられている。

## 神経科学的知見
gは脳内のいくつかの相関物を持つ。核磁気共鳴画像法（MRI）を用いた研究により、gと全脳容積は中程度の相関（r~.3–.4）があることが確認されている。外部の頭部サイズとgの相関は~.2である。脳領域に関するMRI研究によると、前頭葉、頭頂葉、側頭葉の皮質と海馬の体積もgと相関しており、一般的に.25以上である。一方、多くの研究の平均では、全体的な灰白質と全体的な白質との相関は、それぞれ.31と.27であることが判明している。また、一部の研究では、gと皮質の厚さとの間に正の相関が見られたが、そうでない研究もある。しかし、脳組織の量と認知能力の差異との間のこれらの関連性の根本的な理由は、大部分が不明のままである。
大半の研究者は、知能を前頭葉のような単一の脳領域に局在化することはできないと考えている。脳の病変研究では、白質病変が多い人ほど認知能力が低い傾向があることを示す、小さいが一貫した関連性が見出されている。NMR分光法を利用した研究では、知能と白質の統合性の間に、やや一貫性に欠けるが、一般的にはポジティブな相関が発見されており、白質が知能にとって重要であるという考えを裏付けている。
一部の研究では、白質の統合性以外にも、その組織効率が知能と関連していることが示唆されている。より知的な人は一般的に情報処理の効率が高く、同じタスクに対してより知的でない人よりも少ない脳リソースを使用するという機能的MRI研究の結果は、脳の効率が知能において役割を果たしているという仮説を支持している。
知能検査のスコアと小さいが比較的一貫した関連性には、脳波記録や事象関連電位で測定される脳活動、神経伝導速度なども含まれる。

## 非ヒトにおけるg
一般知能因子の証拠は、非ヒト動物でも観察されている。研究によると、gは霊長目の種レベルの分散の47％を説明し、ハツカネズミで観察される個体差の約55％を説明する。しかし、一般知能のレビューとメタ分析では、認知能力間の平均相関は0.18であり、非ヒト動物におけるgの全体的な支持は弱いことが示唆された。
ヒトで使用されるのと同じ知能測定を用いて評価することはできないが、認知能力は、イノベーション、習慣の逆転、社会的学習、新奇性への反応に焦点を当てた、さまざまなインタラクティブおよび観察ツールを用いて測定できる。マウスのようなgの非ヒトモデルは、知能への遺伝的影響の研究や、gの背後にあるメカニズムと生物学的相関物に関する神経発達学的研究に使用される。

## 人間集団におけるg（またはc）
個人のgと同様に、新しい研究の方向性は、幅広いタスクを遂行する集団の一般的能力を示す、集団の一般的集合知因子cを抽出することを目指している。このc因子の定義、操作化、統計的アプローチは、gから派生し、gに類似している。原因、予測的妥当性、gとの追加の類似点も調査されている。

## その他の生物学的関連性
身長は知能と相関している（r~.2）が、この相関は一般的に家族内（すなわち、兄弟間）では見られず、身長と知能の選択交配、または両者と相関する他の要因（例えば、栄養）に起因することが示唆される。近視は知能と関連していることが知られており、相関は約.2〜.25であり、この関連性は家族内でも見出されている。

## 集団間の類似点と相違点
異文化間研究は、多様で複雑な認知検査のバッテリーをヒトのサンプルに実施するたびに、g因子が観察されることを示している。IQ検査の因子構造も、米国およびその他の地域の性別および民族グループ間で一貫していることが判明している。g因子は、異文化間比較において最も不変な因子であることが判明している。例えば、ウェクスラーのIQバッテリーの米国の標準化サンプルから計算されたg因子と、同じバッテリーの日本語訳を完了した大規模サンプルから計算されたg因子を比較したところ、一致係数は.99であり、事実上の同一性を示した。同様に、米国のWISCバッテリーの白人および黒人の標準化サンプルから得られたg因子間の一致係数は.995であり、gによって説明されるテストスコアの分散は両群で非常に類似していた。
大半の研究は、gの平均レベルに性別による無視できる差があることを示唆しているが、認知能力の性差はより狭い領域で見出されるべきであることを示唆している。例えば、一般的に男性は空間的課題で女性より優れ、女性は言語的課題で男性より優れる。多くの研究で見出されているもう1つの違いは、男性の方が女性よりも一般的能力と特殊能力の両方でより大きな変動性を示し、テストスコア分布の低い端と高い端の両方に男性の割合が多いことである。
人種・民族集団間のgの差異は、特に米国の黒人と白人の受験者の間で見出されているが、これらの差異は時間とともに大幅に縮小しているように見え、環境的（遺伝的ではなく）原因に帰することができると考えられている。一部の研究者は、認知テストの結果における黒人と白人の差の大きさは、テストのg負荷量の大きさに依存しており、g負荷量が高いテストほどギャップが大きくなることを示唆している（スピアマンの仮説を参照）。一方、他の研究者はこの見解を方法論的に根拠のないものとして批判している。さらに他の研究者は、時間の経過とともにIQテストバッテリーのg負荷量が増加しているにもかかわらず、人種集団間のパフォーマンスの差は縮小し続けていることに注目している。比較分析により、1960年代後半には白人アメリカ人と黒人アメリカ人の間に平均IQで約1.1標準偏差（約16ポイント）の差があったが、1972年から2002年の間に、黒人アメリカ人はヒスパニック系以外の白人と比較して4〜7 IQポイント上昇し、「黒人と白人の間のgの差は、IQの差とほぼ同時に縮小した」ことが示された。対照的に、東アジア系アメリカ人は一般的に白人アメリカ人をわずかに上回っている。米国で見られるのと同様の人種的・民族的差異は世界的に観察できると主張されているが、そのような主張の意義、方法論的根拠、真実性はすべて議論の的となっている。

## 他の心理学的構成概念との関係

### 初歩的な認知課題

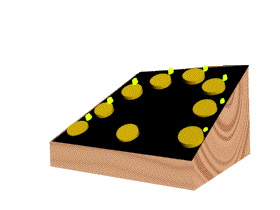
選択反応時間を測定するための装置であるジェンセンボックスの図解。

初歩的な認知課題（ECT）もgと強く相関する。 ECTは、その名の通り、ほとんど知能を必要としないように見える単純な課題だが、より網羅的な知能検査と強く相関する。光が赤か青かを判断したり、コンピュータ画面に4つか5つの正方形が描かれているかを判断したりすることは、ECTの2つの例である。そのような質問への回答は、通常、ボタンをすばやく押すことで提供される。多くの場合、提供された2つの選択肢のボタンに加えて、3番目のボタンがテストの開始時から押し下げられる。被験者に刺激が与えられると、開始ボタンから正解のボタンに手を移動させる。これにより、検査者は、質問の答えを考えるのにどれくらいの時間がかかったか（反応時間。通常は1秒の小さな分数で測定）、正しいボタンに物理的に手を動かすのにどれくらいの時間がかかったか（運動時間）を判断できる。反応時間はgと強く相関し、運動時間はそれほど強くは相関しない。 ECTテストでは、テストバイアス、被験者の動機付け、集団差に関する仮説を定量的に検証できる。ECTは、その単純さゆえに、古典的なIQ検査とfMRI研究などの生物学的探求とのつながりを提供する。

### ワーキングメモリ
ある理論は、gがワーキングメモリ容量と同一またはほぼ同一であると主張している。この見方を支持する他の証拠として、gとワーキングメモリを表す因子が完全に相関していることを発見した研究もある。しかし、メタ分析では、相関はかなり低いことが判明した。gをワーキングメモリと同定する研究に対して行われた批判の1つは、「1つの神秘的な概念が別の神秘的な概念に関連していることを示しても、理解は深まらない」というものである。

### ピアジェ課題
知能の心理測定理論は、知的成長を定量化し、個人間および集団間の能力の差を特定することを目的としている。対照的に、ジャン・ピアジェの認知発達理論は、子供の知的発達における質的変化を理解することを目指している。ピアジェは、彼の理論から生じる仮説を検証するために多数の課題を考案した。これらの課題は、個人差を測定することを意図したものではなく、心理測定的知能検査に相当するものはない。例えば、最もよく知られているピアジェの保存課題の1つでは、2つの同一のグラスに入っている水の量が同じかどうかを子供に尋ねる。子供が量が同じであることに同意した後、検査者は一方のグラスの水を異なる形のグラスに注ぎ、量は同じであるが異なって見えるようにする。そして、2つのグラスの水の量が同じか異なるかを子供に尋ねる。
心理測定検査とピアジェ課題が開発された研究の伝統が異なるにもかかわらず、2種類の測定値の相関は一貫して正であり、一般に大きさが中程度であることが判明している。両者には共通の一般因子が存在する。ピアジェ課題で構成されたバッテリーを標準的なIQ検査と同程度のgの測定値とすることが可能であることが示されている。

### 人格
心理学の伝統的な見方は、人格と知能の間に意味のある関係はなく、両者は別々に研究されるべきだというものである。知能は、個人ができること、または彼または彼女の最大パフォーマンスという観点から理解できるのに対し、人格は、個人が通常何をするか、または彼または彼女の一般的な行動傾向という観点から考えることができる。大規模なメタ分析により、ビッグファイブ全体にわたって、認知能力とパーソナリティ特性の間に、大きさが.20を超える何百もの関連があることが判明した。これは、グローバルなビッグファイブ因子自体との相関が、開放性（.26）を除いて小さいという事実にもかかわらずである。より興味深い関係は、他のレベルで浮かび上がる（例えば、外向性の活動性の側面と一般的精神能力で.23、神経症傾向の不安定な気質の側面で-.29、誠実性の勤勉性の側面で.32、協調性の思いやりの側面で.26）。
知能とパーソナリティの関連性は、一般に2つの主要な方法で解釈されている。第1の視点は、パーソナリティ特性が知能検査のパフォーマンスに影響を与えるというものである。例えば、不安や心配性のために、IQ検査で最大限のパフォーマンスを発揮できない可能性がある。第2の視点は、知能とパーソナリティを概念的に関連しているとみなし、パーソナリティ特性が人々の認知能力の適用と投資を決定し、知識の拡大とより大きな認知的分化につながると考える。他の理論（例えば、サイバネティック特性複合体理論）は、パーソナリティと認知能力を、共進化し、発達の過程でも共に影響を受ける（例えば、幼少期の飢餓によって）個人の密接に絡み合ったパラメータとみなしている。

### 創造性
一部の研究者は、gには社会的に重要な創造性が稀にみられる閾値レベルがあるが、それ以外には両者に関係がないと考えている。この閾値は、少なくとも母集団平均より1標準偏差上にあることが示唆されている。閾値を超えると、パーソナリティの違いが個人の創造性の変動の重要な決定要因であると考えられている。
他の研究者は、閾値理論に異議を唱えている。知能以外の機会や個人の特性、例えばエネルギーや献身が創造性にとって重要であることを否定するわけではないが、彼らは、gは能力分布の上位でも創造性と正の関連があると主張している。縦断的な数学的に早熟な青年の研究は、この主張の証拠を提供している。標準化されたテストで早期の青年期に知的に才能があると特定された個人は、創造的な業績（例えば、特許の取得や文学的または科学的作品の出版）を一般集団の数倍の割合で達成することを示した。また、認知能力の上位1％の中でも、能力が高いほど傑出した業績を残す可能性が高いことを示唆した。この研究はまた、gのレベルは達成のレベルの予測因子として機能し、特定の認知能力のパターンは達成の領域を予測することを示唆している。

## 批判

### 優生学と人種主義との関係
G因子に関する研究は、他の心理測定値と同様に、その研究実践の優生学的背景を適切に考慮していないことを広く批判されている。G因子の還元主義は、人種と知能に関する「疑似科学的理論」から発展したものとされている。スピアマンのgと遺伝する不変の知能の概念は、優生学者と疑似科学者の両方にとって恩恵であった。
ジョセフ・グレイブス・ジュニアとアマンダ・ジョンソンは、gは「...心理測定学者にとって、ホイヘンスのエーテルが初期の物理学者にとってそうであったように、実際のデータによる検証を必要とするものではなく、信仰の対象として扱われる非実在物である」と主張した。
特に厳しい批判者は、g因子と心理測定学を一種の疑似科学と呼んでいる。

### Gf-Gc理論
チャールズ・スピアマンの学生であったレイモンド・キャッテルは、単一のg因子モデルを修正し、gを流動性知能（Gf）と結晶性知能（Gc）という2つの広範で比較的独立した領域に分割した。Gfは新しい問題を解決する能力として概念化され、レーヴン・マトリックスのような文化的または学問的内容の少ないテストで最もよく評価される。Gcは、個人が生涯を通じて獲得し保持するスキルと情報を反映した、統合された知識と考えることができる。Gcは教育やその他の形の文化化に依存しており、学問的および文化的知識を重視するテストで最もよく評価される。Gfは主に現在の推論と問題解決能力で構成されると考えられる一方、Gcは以前に実行された認知プロセスの結果を反映している。
GfとGcを分離する根拠は、個人の認知発達を時間の経過とともに説明することであった。GfとGcは高度に相関していることが判明しているが、生涯にわたって変化する方法が異なる。Gfは20歳前後でピークに達し、その後ゆっくりと低下する傾向がある。対照的に、Gcは成人期を通じて安定しているか増加する。単一の一般因子は、この二分された発達パターンを曖昧にしていると批判されてきた。キャッテルは、Gfが中枢神経系の効率における個人差を反映していると主張した。キャッテルの考えでは、Gcは、人生を通じて学習経験に自分のGfを「投資」した結果であった。
キャッテルは、後にジョン・ホーンと共に、Gf-Gcモデルを拡張し、Gq（量的推論）やGv（視空間的推論）などの多数の他の広範な能力を含めた。拡張されたGf-Gcモデルのすべての広範な能力因子は正の相関があるため、より高次のg因子の抽出が可能になるが、キャッテルとホーンは、これらの広範な能力の基礎には一般因子があると主張するのは誤りであると主張した。彼らは、異なるテストバッテリーから計算されたg因子は不変ではなく、gの異なる値を与えるであろうこと、およびテスト間の相関は、一度に1つの能力だけをテストすることが難しいために生じると主張した。
しかし、いくつかの研究者は、Gf-Gcモデルがgを中心とした認知能力の理解と両立すると示唆している。例えば、ジョン・B・キャロルの3層理論には、GfとGcが高次のg因子とともに含まれている。多くのデータセットの因子分析に基づいて、一部の研究者はまた、Gfとgは同一の因子であり、バッテリーが大規模で多様であれば、異なるテストバッテリーからのg因子は実質的に不変であると主張している。

### 非相関能力の理論
いくつかの理論家は、互いに無相関の知的能力が存在すると提唱してきた。最も初期のものの中には、L・L・サーストンがおり、独立していると考えられる知能の領域を表す一次精神能力のモデルを作成した。しかし、サーストンのこれらの能力のテストは、強力な一般因子を生み出すことが判明した。彼は、自分のテストの間に独立性が欠如していることは、1つの能力だけを測定する「因子的に純粋な」テストを構築することの難しさを反映していると主張した。同様に、ジョイ・ギルフォードは、最大180の異なる無相関の能力で構成される知能のモデルを提案し、それらすべてをテストできると主張した。後の分析により、ギルフォードが自説の証拠として提示した因子的手順は、実際には自説を支持するものではなく、gに反する証拠を提供すると主張したテストデータは、統計的アーティファクトを修正した後、実際には通常の相互相関のパターンを示したことが明らかになっている。
より最近では、ハワード・ガードナーが多重知能理論を展開している。彼は、数学的、言語的、空間的、音楽的、身体運動的、メタ認知的、実存的知能など、9つの異なる独立した知能の領域が存在すると主張し、ある領域で失敗する個人が他の領域で優れている可能性があると主張している。ガードナーによれば、テストと学校は伝統的に言語的能力と論理的能力のみを重視し、他の形態の知能を無視している。ガードナーの理論は教育者の間で人気があるが、心理学者や心理測定専門家からは多くの批判を受けている。1つの批判は、この理論が「知能」という言葉の科学的および日常的な使用の両方に暴力をふるっているというものである。いくつかの研究者は、ガードナーの知能のすべてが認知的領域に属するわけではないと主張している。例えば、ガードナーは、プロスポーツや人気音楽での成功したキャリアは、それぞれ身体運動的知能と音楽的知能を反映していると主張しているが、通常は運動的および音楽的なスキル、才能、または能力について話すことが多い。ガードナーの理論に対するもう1つの批判は、彼の独立していると称する知能の多くが、実際には互いに相関しているというものである。領域間の相関を示す経験的分析に対応して、ガードナーは、テストの共通の形式と、すべてのテストが言語的および論理的スキルを必要とするために相関が存在すると主張した。彼に対する批判者は、すべてのIQテストが紙と鉛筆の形式で実施されているわけではないこと、言語的および論理的能力以外にも、IQテストバッテリーには、例えば空間的能力の測定値も含まれていること、言語的または論理的推論を含まない初歩的な認知課題（例えば、検査時間および反応時間）も従来のIQバッテリーと相関することを指摘した。
ロバート・スターンバーグは、様々な同僚と協力して、知能にはgとは独立した次元があることを示唆してきた。彼は、知能には分析的、実践的、創造的の3つのクラスがあると主張する。スターンバーグによれば、従来の心理測定検査は分析的知能しか測定しておらず、創造的知能と実践的知能もテストするように拡張する必要がある。彼はこの目的のためにいくつかのテストを考案した。スターンバーグは、分析的知能を学問的知能と同一視し、明確に定義されていない現実世界の問題に対処する能力と定義される実践的知能と対比している。暗黙知は実践的知能の重要な構成要素であり、明示的に教えられてはいないが、多くの現実世界の状況で必要とされる知識で構成されている。知能検査とは独立した創造性の評価は従来困難であったが、スターンバーグと同僚たちは、創造性の妥当なテストも作成したと主張している。スターンバーグの理論の検証には、テストされた3つの能力が実質的に無相関であり、独立した予測的妥当性を持つことが必要である。スターンバーグは、自説の妥当性を確認したと主張する多くの実験を行ったが、いくつかの研究者はこの結論に異議を唱えている。例えば、ネイサン・ブロディは、スターンバーグのSTATテストの妥当性検証研究の再分析で、3つの独立していると主張される能力のテストであるSTATの予測的妥当性は、ほぼ完全にテストの基礎にある単一の一般因子によるものであり、ブロディはそれをg因子と同一視したことを示した。

### フリンのモデル
ジェームズ・フリンは、知能は脳の生理学、個人間の認知的差異、時間の経過に伴う知能の社会的傾向の3つの異なるレベルで概念化されるべきだと主張した。このモデルによれば、g因子は個人差に関しては有用な概念だが、調査の焦点が脳の生理学、あるいは特に知能の社会的傾向の影響である場合、その説明力は限定的である。フリンは、時間の経過に伴う認知的向上、つまりフリン効果がgの増加であることを示せない場合は「空虚」であるという考えを批判している。彼は、フリン効果は社会的優先事項のシフトと、それらに対する個人の適応を反映していると主張する。フリン効果にgの個人差の概念を適用するのは、異なる分析レベルを混同することになる。一方、フリンによれば、時間の経過に伴う知能の傾向を参照して、ある個人が特定の時代の認知的要求に対処するための「より良い脳と心」を持っていることを否定するのも誤りである。脳の生理学のレベルでは、フリンは、局所的な神経クラスターは認知的運動によって異なる影響を受ける可能性があること、およびすべての神経クラスターに影響を与える重要な要因があることの両方を強調した。

### 『人間の測りまちがい』
古生物学者で生物学者のスティーヴン・ジェイ・グールドは、1981年の著書『人間の測りまちがい』で批判を展開した。彼は、心理測定専門家たちが、g因子を、人間の知能に便利な説明を提供する、不可避の「もの」に物象化し、数学理論を生物学的知識に厳密に適用するのではなく、数学理論だけに根拠を置いていると主張した。例としては、1972年に死後出版されたサイリル・バートの著作がある。「我々が到達した2つの主要な結論は明白で、疑問の余地がないように思われる。神経学と生物学から導き出された推測によって暫定的に示唆された、あらゆる種類の認知過程に関与する一般因子の仮説は、統計的証拠によって完全に裏付けられている。そして、この一般因子の差異が主に個人の遺伝的構成に依存するという主張は、反論の余地がないように思われる。これら2つの仮定から導き出される生得的な一般的認知能力の概念は、単なる抽象概念であることは認めるが、経験的事実と完全に一致している」。

#### グールドへの批判
いくつかの研究者は、グールドの議論を批判している。例えば、彼らは物象化の非難を退け、gのような抽出された因子を、その実在性が更なる調査によって支持されたり否定されたりする潜在的な因果変数として使用することは、心理測定学を他の科学と全く区別しない通常の科学的実践であると主張している。批判者はまた、グールドは因子分析の目的を理解しておらず、この分野の関連する方法論的進歩を知らなかったと示唆している。異なる因子解は、テスト間の相互相関を説明する能力において数学的に等価である可能性があるが、g因子を生み出す解は、因子分析に外在的ないくつかの理由から、心理学的に好ましい。そのような理由には、正の多様体の現象、同じgがかなり異なるテストバッテリーから出現する可能性があるという事実、gの広範な実用的妥当性、gと多くの生物学的変数との関連性などがある。

### gに対するその他の批判
ジョン・ホーンとジョン・マカードルは、例えばアーサー・ジェンセンが唱えている現代のg理論は、反証不可能であると主張した。なぜなら、gのような共通因子の存在は、テスト間の正の相関から同語反復的に導かれるからである。彼らは、gの現代の階層理論を、容易に反証可能（そして実際に反証された）であったスピアマンの元の2因子理論と対比させた。